# Péroy-les-Gombries
Péroy-les-Gombries est une commune française située à cinquante kilomètres au nord-est de Paris dans le sud-est du département de l'Oise, en région Hauts-de-France.

## Géographie
Commune située à 48 kilomètres de Paris par la nationale 2
|                      | Ormoy-Villers      |                      |
| Versigny             | Péroy-les-Gombries | Boissy-Fresnoy       |
| Nanteuil-le-Haudouin |                    | Villers-Saint-Genest |

### Hydrographie
La commune est située dans le bassin Seine-Normandie. Elle n'est drainée par aucun cours d'eau,.

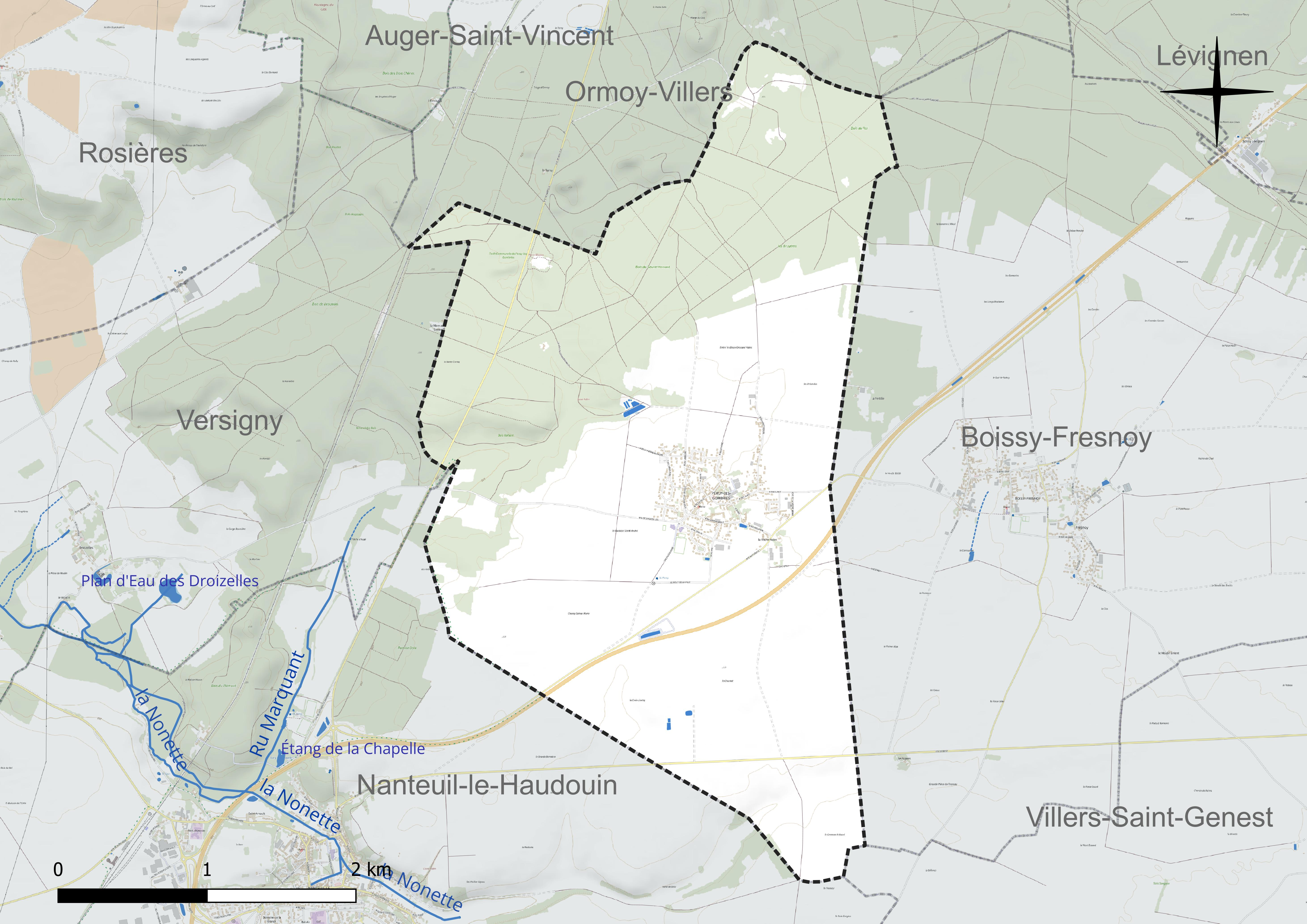
Réseau hydrographique de Péroy-les-Gombries.

### Climat
Pour des articles plus généraux, voir Climat des Hauts-de-France et Climat de l'Oise.
En 2010, le climat de la commune est de type climat océanique dégradé des plaines du Centre et du Nord, selon une étude du CNRS s'appuyant sur une série de données couvrant la période 1971-2000. En 2020, Météo-France publie une typologie des climats de la France métropolitaine dans laquelle la commune est exposée à un climat océanique altéré et est dans la région climatique  Nord-est du bassin Parisien, caractérisée par un ensoleillement médiocre, une pluviométrie moyenne régulièrement répartie au cours de l'année et un hiver froid (3 °C). 
Pour la période 1971-2000, la température annuelle moyenne est de 10,5 °C, avec une amplitude thermique annuelle de 14,8 °C. Le cumul annuel moyen de précipitations est de 724 mm, avec 11 jours de précipitations en janvier et 8,1 jours en juillet. Pour la période 1991-2020, la température moyenne annuelle observée sur la station météorologique la plus proche, située sur la commune du Plessis-Belleville à 10 km à vol d'oiseau, est de 11,4 °C et le cumul annuel moyen de précipitations est de 661,7 mm,. Pour l'avenir, les paramètres climatiques de la commune estimés pour 2050 selon différents scénarios d'émission de gaz à effet de serre sont consultables sur un site dédié publié par Météo-France en novembre 2022.

## Urbanisme

### Typologie
Au 1er janvier 2024, Péroy-les-Gombries est catégorisée bourg rural, selon la nouvelle grille communale de densité à sept niveaux définie par l'Insee en 2022.
Elle est située hors unité urbaine. Par ailleurs la commune fait partie de l'aire d'attraction de Paris, dont elle est une commune de la couronne,. 

### Occupation des sols
L'occupation des sols de la commune, telle qu'elle ressort de la base de données européenne d'occupation biophysique des sols Corine Land Cover (CLC), est marquée par l'importance des territoires agricoles (55,2 % en 2018), une proportion sensiblement équivalente à celle de 1990 (55,5 %). La répartition détaillée en 2018 est la suivante : 
terres arables (55,2 %), forêts (40 %), zones urbanisées (4,8 %). L'évolution de l'occupation des sols de la commune et de ses infrastructures peut être observée sur les différentes représentations cartographiques du territoire : la carte de Cassini (XVIIIe siècle), la carte d'état-major (1820-1866) et les cartes ou photos aériennes de l'IGN pour la période actuelle (1950 à aujourd'hui).

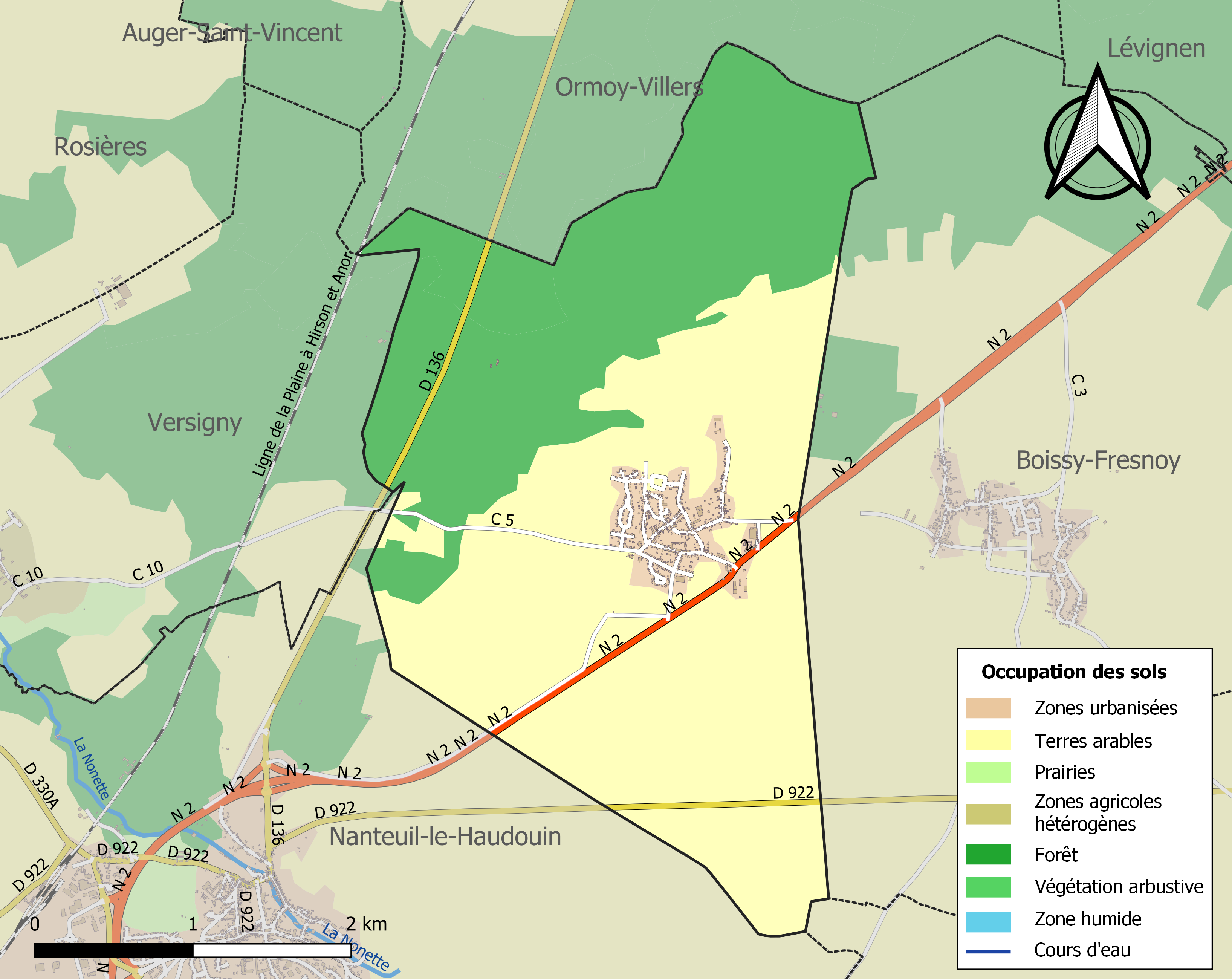
Carte des infrastructures et de l'occupation des sols de la commune en 2018 (CLC).

### Voies de communication et transports
La commune est desservie, en 2023, par les lignes 693, 6402 et 6411 du réseau interurbain de l'Oise.

## Toponymie
Le nom de la localité est attesté sous les formes Pereyum (1175) ; de peraio (vers 1200) ; Peroyum (1250) ; Perroy (1287) ; de Perayo (XIIIe) ; Perois (1341) ; peray (1376) ; Peroy la vache noire (vers 1470) ; Peroi (vers 1480) ; Peroy (1516) ; Proyes (1520) ; Peroye les Gombries (1541) ; Proy en gombries (1666) ; Perez (1667) ; Perois (1711) ; Proyes ou Peroy les Gombries (vers 1750) ; Proy en gombries (XVIIIe) ; Peroy-les-Gombries (1840).

Il s'agit du type toponymique Piretu(m) « verger de poirier » que l'on retrouve ailleurs en France dans Peray (Sarthe, (castrum) Pireti XIe siècle), Prénouvellon (Loir-et-Cher, de Pireto (Nevelonis) 1139), Pré-le-Fort (Loiret, apud Piretum 1156), etc..
Le traitement du suffixe -ETU > -oy est caractéristique de la Picardie et de l'Est de la France. À l'ouest et au centre, c'est généralement -ay (ou -é). La forme féminine -ETA a donné le suffixe -aie productif en français, destiné à désigner des ensembles de végétaux : chênaie, roseraie, etc.
Les Gombries est une petite région, petite partie du Multien, près de Boissy-Fresnoy, attesté sous les formes in foresta gobrie (vers 1200) ; Galerus dogier gruier de nemoribus de Goimbrie (vers 1260) ; de Gombria (1283) ; in foresta Gobriae (XIIIe) ; mes bois de gonbrie (1376) ; Gombries (XVe) ; terres et bruyeres des Gombries (XVIe) ; Gombrilz (XVIIe) ; Gombrils (1667).

## Population et société

### Démographie

#### Évolution démographique
L'évolution du nombre d'habitants est connue à travers les recensements de la population effectués dans la commune depuis 1793. Pour les communes de moins de 10 000 habitants, une enquête de recensement portant sur toute la population est réalisée tous les cinq ans, les populations de référence des années intermédiaires étant quant à elles estimées par interpolation ou extrapolation. Pour la commune, le premier recensement exhaustif entrant dans le cadre du nouveau dispositif a été réalisé en 2006.

En 2022, la commune comptait 1 217 habitants, en évolution de +8,18 % par rapport à 2016 (Oise : +0,87 %, France hors Mayotte : +2,11 %).
| 1793 | 1800 | 1806 | 1821 | 1831 | 1836 | 1841 | 1846 | 1851 |
| ---- | ---- | ---- | ---- | ---- | ---- | ---- | ---- | ---- |
| 432  | 455  | 476  | 462  | 492  | 502  | 504  | 462  | 421  |

| 1856 | 1861 | 1866 | 1872 | 1876 | 1881 | 1886 | 1891 | 1896 |
| ---- | ---- | ---- | ---- | ---- | ---- | ---- | ---- | ---- |
| 393  | 414  | 405  | 391  | 390  | 365  | 310  | 310  | 303  |

| 1901 | 1906 | 1911 | 1921 | 1926 | 1931 | 1936 | 1946 | 1954 |
| ---- | ---- | ---- | ---- | ---- | ---- | ---- | ---- | ---- |
| 314  | 356  | 341  | 318  | 326  | 285  | 308  | 291  | 292  |

| 1962 | 1968 | 1975 | 1982 | 1990 | 1999 | 2006  | 2011  | 2016  |
| ---- | ---- | ---- | ---- | ---- | ---- | ----- | ----- | ----- |
| 289  | 317  | 428  | 556  | 779  | 990  | 1 044 | 1 011 | 1 125 |

| 2021  | 2022  | - | - | - | - | - | - | - |
| ----- | ----- | - | - | - | - | - | - | - |
| 1 203 | 1 217 | - | - | - | - | - | - | - |

#### Pyramide des âges
La population de la commune est relativement jeune.
En 2018, le taux de personnes d'un âge inférieur à 30 ans s'élève à 39,9 %, soit au-dessus de la moyenne départementale (37,3 %). À l'inverse, le taux de personnes d'âge supérieur à 60 ans est de 14,3 % la même année, alors qu'il est de 22,8 % au niveau départemental.
En 2018, la commune comptait 570 hommes pour 580 femmes, soit un taux de 50,43 % de femmes, légèrement inférieur au taux départemental (51,11 %).
Les pyramides des âges de la commune et du département s'établissent comme suit.
| Hommes | Classe d’âge | Femmes |
| ------ | ------------ | ------ |
| 0,2    | 90 ou +      | 0,2    |
| 2,3    | 75-89 ans    | 2,3    |
| 11,8   | 60-74 ans    | 11,7   |
| 24,0   | 45-59 ans    | 23,4   |
| 21,8   | 30-44 ans    | 22,8   |
| 13,3   | 15-29 ans    | 15,9   |
| 26,7   | 0-14 ans     | 23,9   |

| Hommes | Classe d’âge | Femmes |
| ------ | ------------ | ------ |
| 0,5    | 90 ou +      | 1,4    |
| 5,5    | 75-89 ans    | 7,6    |
| 15,6   | 60-74 ans    | 16,3   |
| 20,8   | 45-59 ans    | 20     |
| 19,4   | 30-44 ans    | 19,4   |
| 17,6   | 15-29 ans    | 16,2   |
| 20,6   | 0-14 ans     | 19,1   |

## Politique et administration

### Les maires de la commune
| Période                                  | Période                         | Identité        | Étiquette | Qualité                        |
| ---------------------------------------- | ------------------------------- | --------------- | --------- | ------------------------------ |
| Les données manquantes sont à compléter. |                                 |                 |           |                                |
| avant 1988                               | 2011                            | Jean-Claude Nau | UMP       | Décédé en fonction             |
| décembre 2011                            | En cours (au 21 septembre 2014) | Richard Kubisz  |           | Réélu pour le mandat 2014-2020 |

## Lieux et monuments

### Patrimoine environnemental

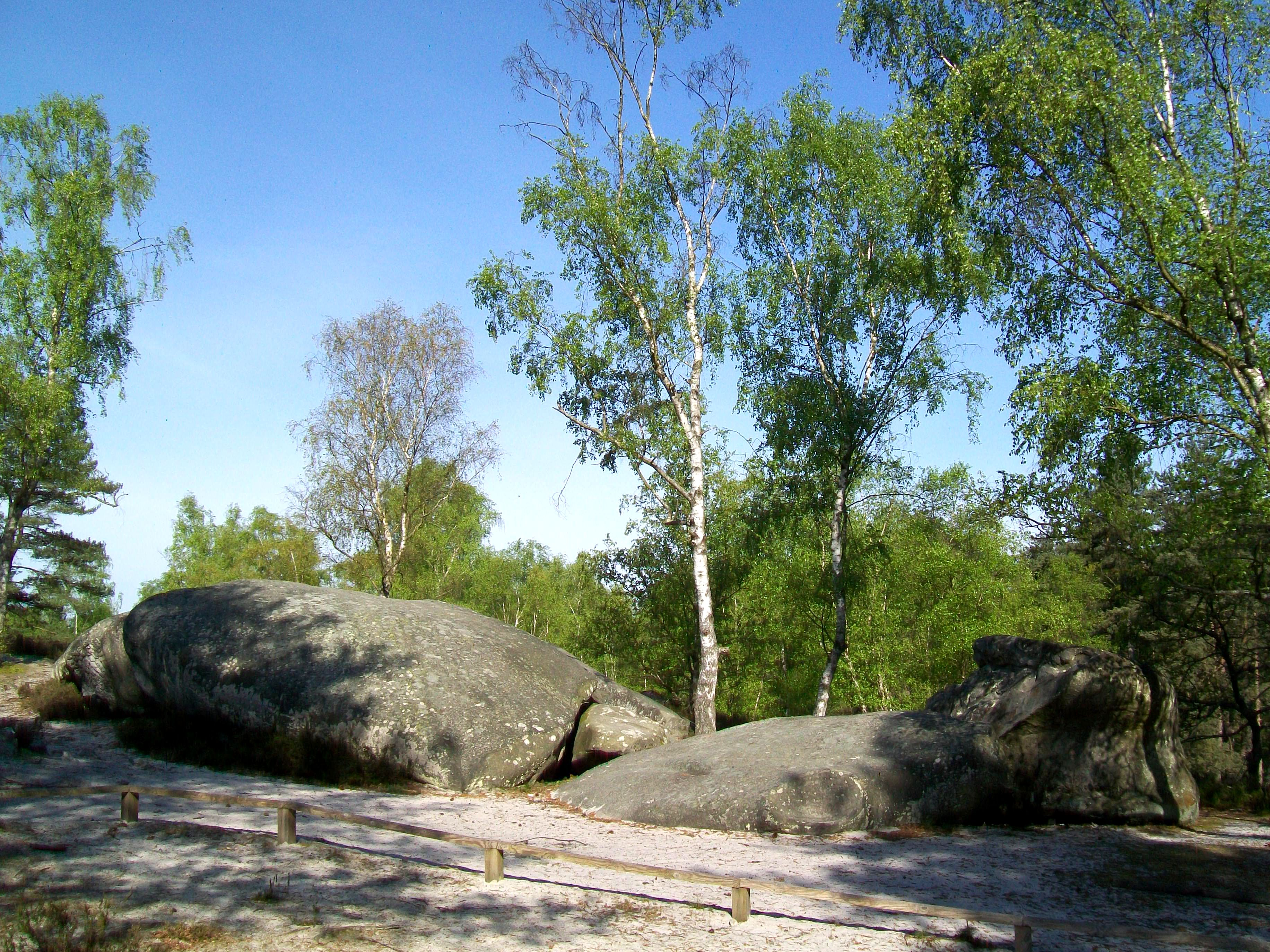
La Pierre glissoire.

- Le site de la Pierre glissoire, dans le bois communal, et site naturel d'exception, près de la D 136 entre Ormoy-Villers et Nanteuil-le-Haudouin.

### Patrimoine architectural
- Église Saint-Médéric

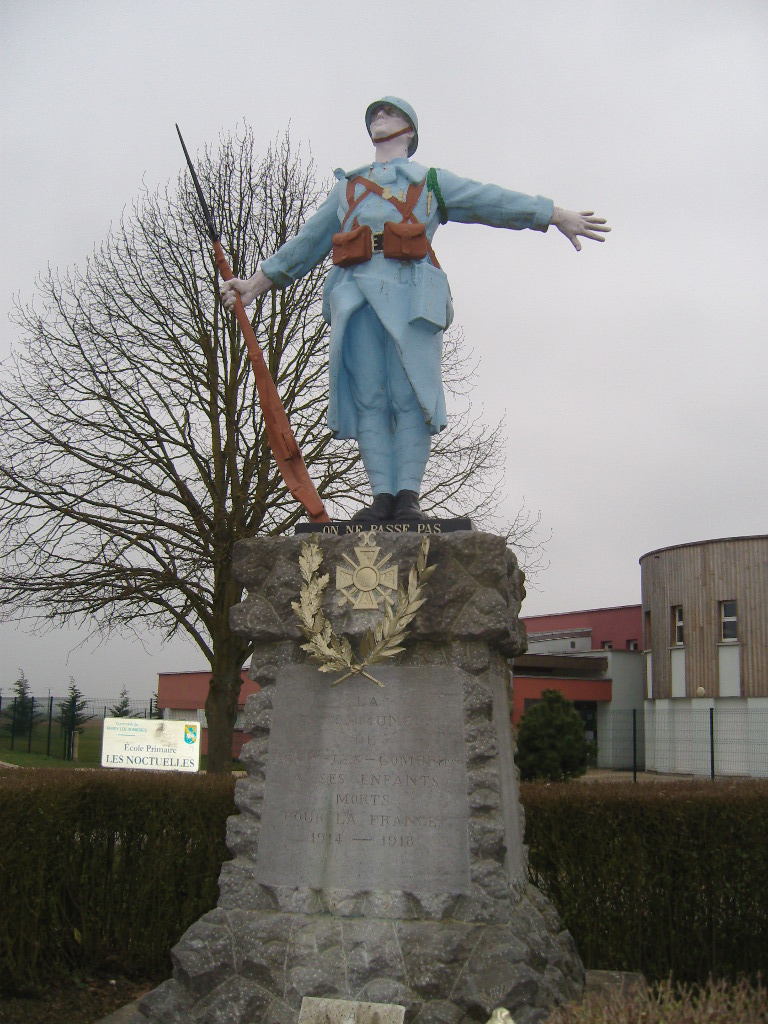
Monument aux morts de la commune.

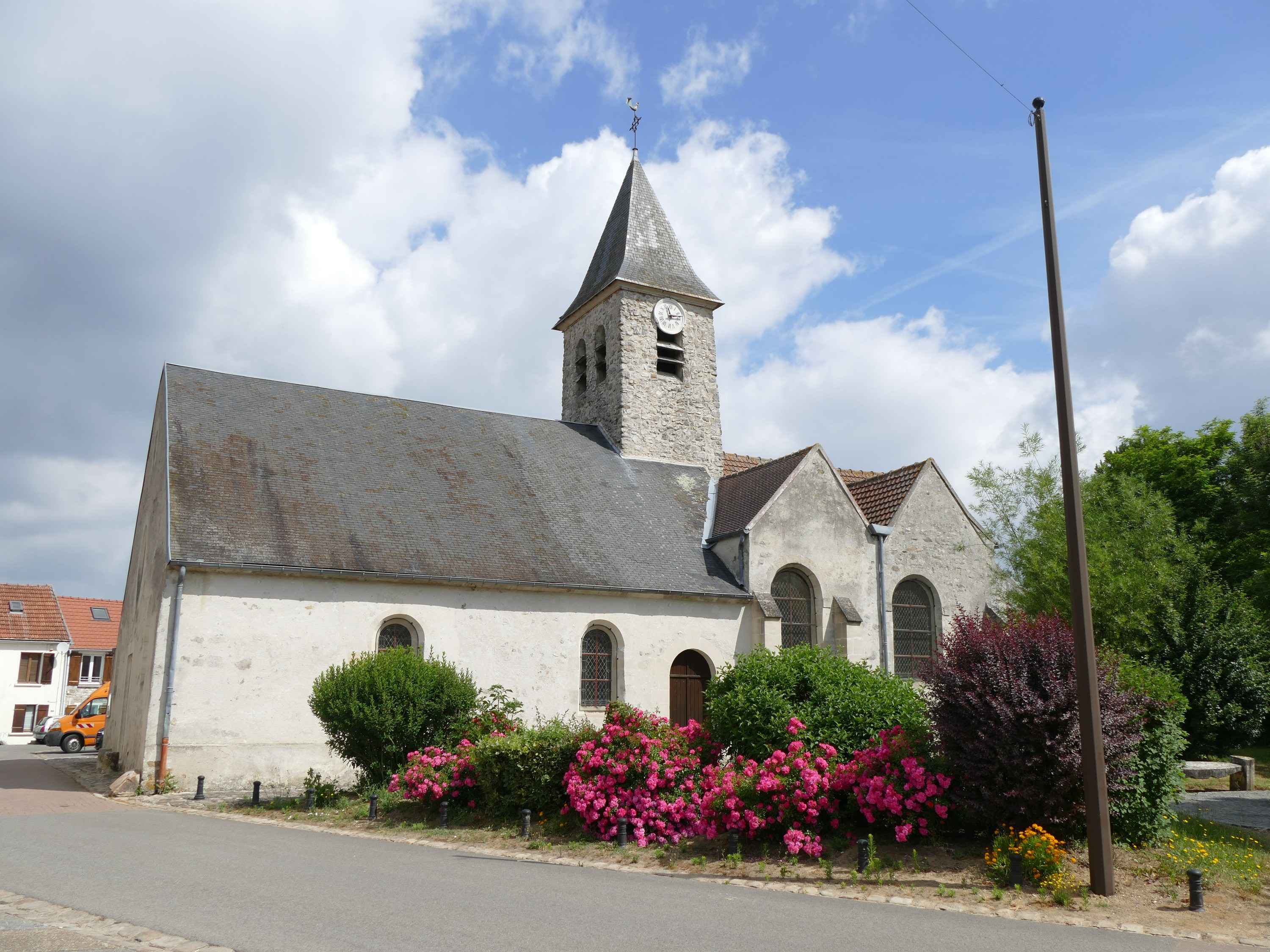
L'église Saint-Médéric.

Le monument aux morts de la guerre de 1914-1918 est surmonté de la statue On ne passe pas (d) réalisée par Eugène Piron.